# Hartmut Mitzenheim
Hartmut Mitzenheim (* 9. Juni 1921 in Saalfeld; † 7. Oktober 2000 in Friedrichroda) war ein deutscher evangelischer Kirchenjurist, Thüringer Oberkirchenrat, Funktionär der Blockpartei CDU der DDR und inoffizieller Mitarbeiter der DDR-Staatssicherheit.

## Leben
Mitzenheim war der Sohn des thüringischen Landesbischofs Moritz Mitzenheim. Nachdem er seine Hochschulreife erlangt hatte, studierte er von 1946 bis 1948 Rechtswissenschaften in Berlin, Tübingen, Leipzig und Jena, wo er 1948 sein Staatsexamen ablegte. Von 1949 bis 1952 war er als Referendar in der Justizverwaltung des Landes Thüringen angestellt. Im Jahre 1953 wurde ihm die Leitung des Kreiskirchenamts Gera der Evangelisch-Lutherischen Kirche in Thüringen übertragen – ein Amt, das er 20 Jahre innehatte. 1973 wurde er als Finanzdezernent in den Landeskirchenrat nach Eisenach berufen. Seit 1976 war er juristischer Leiter dieses Gremiums und  Stellvertreter des Landesbischofs. Zugleich wurde er Mitglied der Konferenz der Kirchenleitungen im Bund der Evangelischen Kirchen in der DDR. 1986 trat er in den Ruhestand.
Seit 1969 war er Mitglied der Bundessynode der thüringischen Landeskirche und zugleich Vorsitzender von deren Rechtsausschuss und seit 1976 Mitglied der Generalsynode der Vereinigten Evangelisch-Lutherischen Kirche und ihr Schriftführer.
Hartmut Mitzenheim trat 1947 der CDU bei. Er war ab 1950 Mitglied des Kreistages von Eisenach, ab 1953 Mitglied des CDU-Bezirksvorstands in Gera und seit 1963 Abgeordneter des Bezirkstages von Gera, seit 1974  Mitglied des CDU-Bezirksvorstands in Erfurt, seit 1976 Mitglied des CDU-Hauptvorstands in Berlin und gleichzeitig Mitglied der Volkskammer und ihres Geschäftsordnungsausschusses.
Mitzenheim war Mitglied der Christlichen Friedenskonferenz (CFK), in deren DDR-Regionalausschuss er einige Jahre als stellvertretender Vorsitzender fungierte. Er nahm an der IV., V. und VI. Allchristlichen Friedensversammlung teil und gehörte zu deren Ausschuss zur Fortsetzung der Arbeit.
Mitzenheim wurde 1971 von der DDR-Staatssicherheit als Inoffizieller Mitarbeiter (IM) geworben (Deckname „Hans Klinger“). Bei seinen ersten Stasikontakten erklärte er, aufgrund kirchenrechtlicher Bestimmungen keine Angaben über Personen zu machen. 1972 sandte er auf Wunsch des Stasi-Offiziers Hermann erstmals ein kirchliches Papier (Faustpfand) an eine konspirative Deckadresse, und bald darauf berichtete er auch über Personen und beteiligte sich an der Zersetzung von Kritikern.

## Ehrungen
- Vaterländischer Verdienstorden in Bronze, 1981
- Stern der Völkerfreundschaft in Silber, 1986